# オペレーションズ・リサーチ
オペレーションズ・リサーチ（アメリカ英語: operations research）、オペレーショナル・リサーチ（イギリス英語: operational research、略称：OR）は、現象を抽象化した数理モデルを構築し、モデル分析に基づいて種々の問題、とりわけ意思決定問題の解決を支援する方法論や技法の総称である。

## 概要
複雑なシステムの分析などにおける意思決定を支援し、また意思決定の根拠を他人に説明するためのツールである。またゲーム理論や金融工学なども OR の応用として誕生したものであり、OR は政府、軍隊、国際機関、企業、非営利法人など、さまざまな組織に意思決定のための数学的技術として使用されている。
OR の研究では、線形計画法（linear programing）、動的計画法、順列組み合わせ、確率、数理最適化および待ち行列理論、微分方程式、線形代数学などの数学的研究を踏まえて現実の問題を数理モデルに置き換える。そのことで、合理化された意思決定が可能となるだけでなく、定量的な問題についても最適化を行うことができる。近年は計算機を用いて煩雑な計算を実行する方法を研究することが多い。
また、OR は特定の領域の問題だけでなく幅広い領域に応用することが可能であり、学際的な研究分野であるとも言える。

## 歴史

### 初期の研究業績
現代の OR の研究は軍事的関心と経済的関心から行われているが、歴史的に OR の初期の頃の研究者は軍事的関心から研究を進めてきた。イギリスのフレデリック・ランチェスターは第一次世界大戦中に両軍の戦闘部隊の戦力が戦闘の結果とどのように関係しているかを研究してランチェスター方程式を確立した。同時期にロシアのM.オシポフも独自の研究によってオシポフ方程式を研究している。しかしながら、これらの研究は先駆的な研究ではあったものの、その価値が見出されて本格的に研究されるのは第二次世界大戦からであった。
戦間期においてもイギリスでは OR の発展が見られ、ルイス・フライ・リチャードソンは線型方程式を第一次世界大戦の軍備拡張競争に応用する研究成果を挙げていたが、これも彼の著作が1950年に再出版されるまで広く知られることはなかった。またロシアではレオニード・カントロヴィッチは工場の生産性を増大させるために多種多様な原材料の配分、個々の機械的作業、供給者への発注などを数学的に解くことができるという革新的な OR 研究の方法を示したが、この研究も受け継がれることはなかった。

### 第二次大戦期の研究業績
第二次世界大戦が勃発すると OR はアメリカとイギリスの科学者たちによって組織的に研究されるようになり、イギリスのパトリック・ブラケットはドイツ海軍の潜水艦（Uボート）が実施した群狼作戦の脅威に対処し、またイギリス本土の防空戦術を確立するための OR が研究された。
1941年にブラケットはロイヤル・エアクラフト・エスタブリッシュメント (RAE) から海軍に移籍し、最初はイギリス空軍の沿岸司令部 (Coastal Command) で研究したのち、1942年にはイギリス海軍本部で研究した。沿岸司令部オペレーショナル・リサーチ・セクション (CC-ORS) におけるブラケットのチームには、その後ノーベル賞を受賞することになる学者が二人含まれており、その他のメンバーもその後それぞれの分野で第一人者になっていくことになる優秀な面々がそろっていた。彼らは戦争遂行にかかわる数多くの重要な分析業務に携わった。
たとえば当時、イギリスは輸送船の損害を抑えるために護送船団方式を採用していたが、これについて、商船に軍艦を随伴させるべきだという原則についてはだいたい意見が一致していたが、船団の規模の大小については意見の一致がなかった。船団はいちばん遅い船に合わせて移動するので、小さな船団の方が速力が速い。また、小さな船団の方がドイツ海軍のUボートに発見されにくいはずだという意見もあった。一方、多数の船団をまとめて大きな護送船団を組むようにすれば、それだけ多くの軍艦を護衛に付けることが出来る。ブラケットのスタッフは、船団の被害はその全船舶数よりも、むしろ護衛艦の数に大きく依存している事を示した。したがって、大きな護送船団を組んで船団の数を減らした方が、小さな護送船団を何度も出すよりも護衛しやすいというのが彼らの結論だった。
また、イギリス空軍沿岸司令部が敵潜水艦を捜索・撃沈する際に用いている方法を解析した際には、アナリストの一人が航空機の色は何色なのかと尋ねた。対潜任務にあたっている航空機のほとんどは爆撃司令部の所属で、夜間作戦用の黒色塗装となっていた。CC-ORS の提言により、昼間作戦において、黒色塗装が北大西洋の灰色の空を背景としたカモフラージュ効果の点で最適かどうか、確かめる実験が行われた。実験により、白色塗装の航空機は平均で黒色塗装の航空機より 20% 近い位置まで来なければ発見できない事が示された。この変更を行えば敵潜水艦の発見回数当たりの攻撃・撃沈数はこれまでの 30% 増となるはずだった。
CC-ORS が手がけた他の仕事としては、航空機投下型の爆雷の爆発深度を平均100フィートから25フィートに変更すれば、撃沈率が向上するだろうと提言したものがある。その理由は、イギリス軍機がUボートに到達する直前になってUボート側が英軍機を発見した場合、100フィートの爆発深度ではUボートに損害を与えられないと考えられ（Uボートが100フィートまで潜航できるほどの十分な時間はないはずだ）、またUボート側がかなり遠くから英軍機を発見した場合は、Uボートは潜航してから針路を変更する十分な時間があるので、爆雷の有効半径20フィート内にそのUボートがいる可能性は低いと考えられるからであった。したがって、標的の位置を推測するしかない深い所での撃沈を試みるよりも、標的の位置がよく分かる水面近くの潜水艦を攻撃する方が有効であった。爆発深度の設定を100フィートから25フィートに変更するまでは、潜航したUボートの 1％ が撃沈され、14％ が損傷を受けたが、変更後は 7％ が撃沈され、11％ が損傷を受けた（特に、潜水艦が浮上時に発見された場合は、攻撃前に潜航できたとしても、成績は 11％ 撃沈、15％ 損傷に向上した）。ブラケットは感想として「このような些細で単純な戦術の変更によって、これほど作戦（オペレーション）上の利益があがった例は数えるほどしかないであろう」と述べている。
また、航空機の乗員の一部を削減すれば航空機一機あたりの人的被害を軽減できるとする爆撃司令部からの提案も、空軍司令部により却下された。ブラケットのチームは、帰還した爆撃機が無傷だった箇所にこそ装甲板を追加すべきだという論理的な勧告を行った。その理由は、爆撃司令部の調査ではイギリスに生還した機体だけを調査したため、バイアスがかかっているからである。生還した機体において無傷な箇所は、おそらく機体の重要部分である。つまりそこに敵弾が当たれば、撃墜されてしまって帰還できないのである（したがって無傷の航空機だけが生還できることになる）。作戦行動研究部員として働いていたフリーマン・ダイソンは作戦行動の数理モデル化や統計的研究を担当し、爆撃隊員の安全性は経験（出撃回数）とは関連も無い、銃座は飛行速度を鈍らせ機銃手が必要となるため結果的には無駄である、などの調査結果を提示したが、これらは軍の常識に合わないため却下された。
「費用対効果」はオペレーションズ・リサーチで多用される指標である。連合軍側の航空機の飛行時間を投入した「費用」とし、ある海域で発見できたUボートの数を得られた「効果」として比較すれば、より費用対効果の高い地域に航空機を振り向けることができる。「費用対効果」の比較によって、計画に有用な「有効比率」を割り出すこともできた。例えば撃沈一隻あたりの機雷敷設数は60個という比率は、さまざまな戦例において共通であった（イギリスの港に対するドイツ軍の機雷、ドイツの海上ルートにおけるイギリス軍の機雷、日本の海上ルートにおけるアメリカ軍の機雷）。
またアメリカでは1942年にアメリカ海軍はオペレーションズ・リサーチ・グループ (ORG) を設置して、特定の部隊をどの地域に派遣するのか、部隊の訓練計画をどのように立案するのか、膨大な部隊にどのように補給や整備を計画的に行うのか、などの問題が数学的に研究された。これらの研究成果として対潜戦に用いる捜索理論、戦略爆撃での費用分析などが見られる。沖縄戦にて沖縄本島近海に展開した連合軍艦隊における特攻対策にも応用されている。
アメリカではオペレーションズ・リサーチにより、マリアナ諸島からのB-29による日本爆撃における標的命中率は2倍になった。これは飛行時間の中の訓練比率を 4％ から 10％ に引き上げたためである。また、1隻の潜水艦が担当哨戒海域で発見した目標に、他のすべての潜水艦が攻撃できるためのもっとも有効な編成は、3隻チームであることも解明した。また夜間戦闘機には、それまでのツヤ消しの迷彩塗装よりも、ツヤのあるエナメル塗装が最も有効なカモフラージュとなり、更に表面の滑らかな仕上げにより表面摩擦も下がり対気速度も増す事を突き止めた。
陸上では、イギリス軍需省の陸軍オペレーショナル・リサーチ・グループ (AORG) のオペレーショナル・リサーチ分隊（複数）はノルマンディー上陸作戦とともに上陸し、ヨーロッパ大陸を進軍していくイギリス軍について歩いた。彼らは砲撃、爆撃、対戦車射撃の有効性などについて解析を行った。
戦後出版され、1952年頃日本に輸入され、初期の OR 普及に貢献したMorse,P.M.とG.E.Kimballによる: 
"Methods of Operational Research"（『ORの方法』）に軍事関係の事例が掲載されているのは、こうした背景を持っているからである。
日本においても、第二次世界大戦時に数学や統計学の専門家を集めた同様の組織が存在した。後藤正夫によれば、内閣に戦力計算室が設置され、ニューギニアの戦いにおいての戦力見積もり、部隊配置を研究している。しかし、東条英機内閣総理大臣が視察を行った際、その日を以って廃止されたと言う。このように、研究がなされたといっても、その量や積極性においては米英より劣るようなエピソードであった。この時代の OR は理論化が十分ではなく、経験を定式化したものでも OR によって導き出された結果と大同小異であった旨の反論がなされている。永井は上述の護送船団問題や艦艇の航空攻撃回避問題において日米が最終的に導き出した回避法に共通する性質があったことを指摘しており、日本の成功例としては「航空機による攻撃効果問題」とも言うべき空母の運用問題である、第一航空艦隊の空母集中配備を例示した。

### 第二次大戦後の発展
1947年になってアメリカ空軍に最適計画の科学的計算 (SCOOP) と呼ばれる研究団が設置され、この研究団の中心的人物であったジョージ・ダンツィーグが1948年に線型計画法を確立した。1951年にケンドールによって待ち行列理論、1952年にベルマンによって動的計画法など、OR に欠かせない数学的手法が数多く提唱され、ORの発展に大きく寄与した。
1955年、防衛庁に OR 専門の組織が設立され、1957年、イギリスに遅れること10年、日本にも日本オペレーションズ・リサーチ学会が組織された。同学会は、CiNiiにて機関誌『オペレーションズ・リサーチ』の過去記事を、見出しにとどまらず本文も閲覧可能（オープンアクセス状態）としている学会のひとつである。
1980年4月には中華人民共和国においても学会設立に至っている。なお、フランスでは1901年にはこの種の学会の設立に至っているが、本格的な発展は1950年以降のようである。

## 主要分野
- ランチェスターの法則
- 線型計画法
- ラグランジュ緩和
- 動的計画法
- 待ち行列理論
- PERT、クリティカルパス法（日程計画・日程管理）
- AHP（階層的意思決定モデル）
- 施設配置
- 巡回セールスマン問題
- Decision analysis
- Forecasting
- Transportation forecasting
- Financial engineering
- データマイニング
- ゲーム理論
- 生産技術
- ロジスティクス
- 数理モデル
- プロジェクトマネジメント
- シミュレーション
- 社会的ネットワーク
- サプライチェーン・マネジメント

## 解析ソフト
- NAG
- IMSL

### 関連分野
- 応用数学 - 統計学 - ゲーム理論 - システム工学 - シミュレーション
- 金融工学 - 経営情報学 - 経営工学
- シミュレーション - 意思決定支援システム
- データサイエンス

### 研究者
- ホアン・トゥイ (数学者)
- Russell L. Ackoff
- Anthony Stafford Beer
- Alfred Blumstein
- C. West Churchman
- リチャード・カープ
- Thomas L. Magnanti
- Alvin E. Roth
- Peter Whittle